# Halom (heraldika)
Névváltozatatok:

emelvény (Forgon 643.), domb (Barna-Sümeghy 62.), gyeptalaj (Gudenus I. 274.)

de: Berg

Rövidítések:
A halom a magyar heraldika egyik jellegzetes címerképe. Mesteralaknak (azaz ívelt tetejű pajzstalpnak) és címerképnek is tekinthető (ha természeti tárgyként értelmezzük; ebben az esetben a színe zöld vagy természetes színezetű, illetve természetes módon van ábrázolva). Ha lebegő, minden esetben címerkép. A magyar nemesi heraldikában a halom jóval gyakoribb, mint legismertebb formája, a hármas halom. 
További változata a szikla (de: Felsen) vagy bérc, mely általában természete módon ábrázolt,  magas csúcsos forma. A színe is ezüst, illetve fehér vagy természetes színezetű. A régebbi heraldikában ritkán fordul elő. A modern heraldikában gyakoribb és sokszor természetes módon vagy egy konkrét hegyet ábrázolnak, de ez nem heraldikus. 

## Kapcsolódó szócikk
- Hármas halom